# Tito Henio Severo (cónsul 170)
Tito Henio Severo (en latín Titus Hoenius Severus) fue un senador romano del siglo II, natural de Fanum Fortunae (Fano, Italia) en Umbría, que desempeñó su carrera política bajo los imperios de Antonino Pío y Marco Aurelio.

## Familia
Era hijo de Tito Henio Severo, consul ordinarius en 141, bajo Antonino Pío. 

## Carrera política
Su único cargo conocido fue el de consul suffectus en 170, bajo Marco Aurelio.